# Hyleoides striatula
Hyleoides striatula är en biart som beskrevs av Cockerell 1921. Hyleoides striatula ingår i släktet Hyleoides och familjen korttungebin. Inga underarter finns listade i Catalogue of Life.

## Bildgalleri

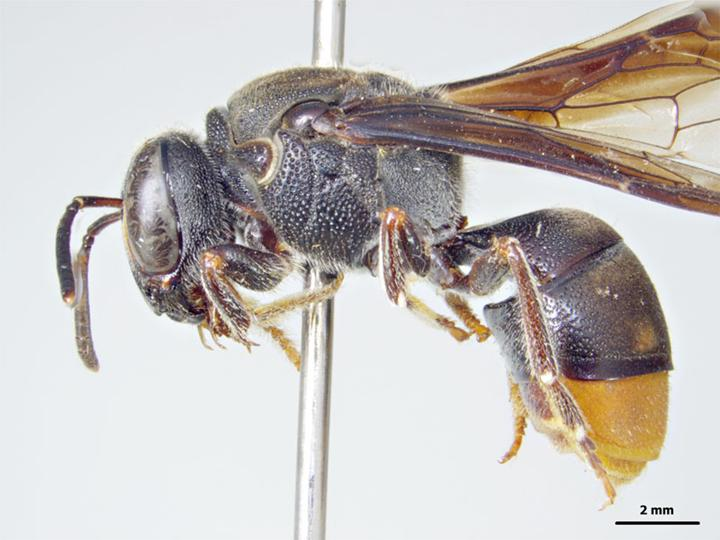
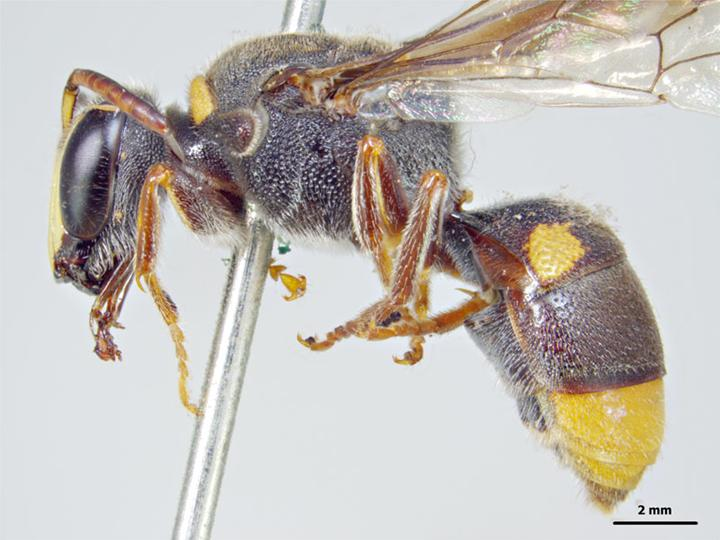